# Tapaboques (llanda)

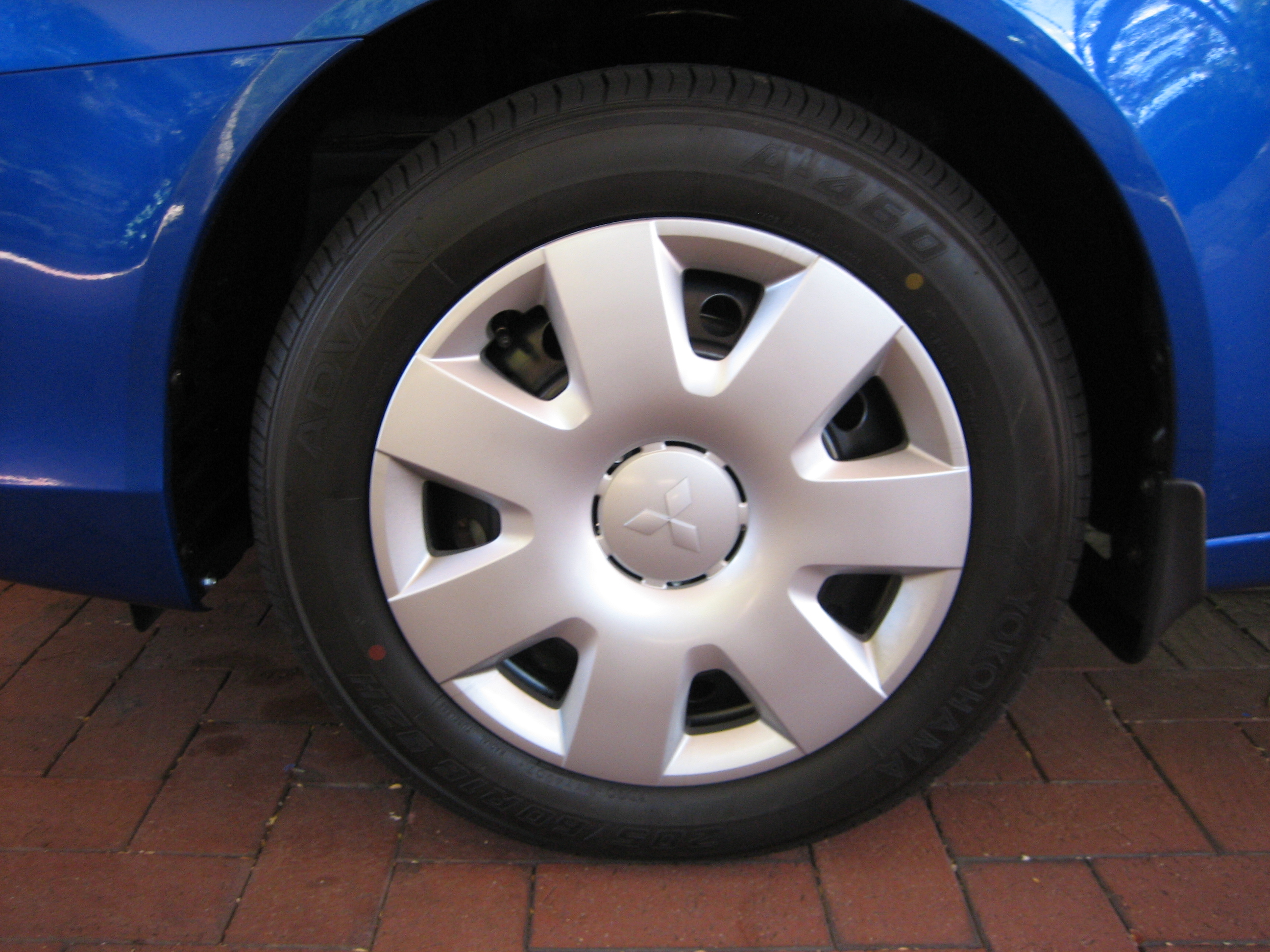
Tapaboques d'un Mitsubishi Lancer

Un tapaboques és un disc decoratiu que es col·loca sobre les llandes de les rodes d'un automòbil. Els primers tapaboques eren molt petits, cobrien simplement el rodament de greixatge de les rodes, però més recentment han anat augmentant de mida amb finalitats estètiques. La majoria eren fets de xapa cromada o d'acer inoxidable i en els anys 1940, s'acostumava a pintar-los del mateix color que la carrosseria. Després, quan les llantes especials d'aliatges de magnesi i/o alumini van sortir a la venda, els tapaboques es van abaratir al poder fabricar-los amb els mateixos materials que els seus suports. En els anys 1970, van aparèixer els tapaboques plàstics i en la dècada següent aquest material era l'estàndard que segueix vigent avui dia.